# شباب رايق جدا (مسلسل)
تدور احداث المسلسل في قالب كوميدى حول مجموعه من الاصدقاء الشباب يسكنون في حى شعبى تخرجوا من الجامعة ويعانون من مشكلات متعدده فيحاولون الهروب من تلك المشكلات بالسفر أو الارتباط بذوى النفوذ فهل ينجحون في السفر أو الارتباط بذوي النفوذ ؟؟.

## بطولة
| - وائل نور: ماجد - مدحت صالح: عصام - منال سلامة: نيفين - حجاج عبد العظيم: آدم - زيزي مصطفى: أم ماجد - يوسف داوود: عطية أبو ماجد - غريب محمود: لطفي - أبو عصام - رجاء حسين: نبوية - أم عصام - جميل راتب: د.فخري - مها أبو عوف:إيناس زوجة د. فخري | - أمل رزق:سلوى - هشام عبد الله: وائل - لولو - ميرنا وليد:ماهي - سيد صادق: أبو وائل - عبد الله فرغلي:زقزوقي بك - يسري العشماوي:عبد المنعم والد نيفين - محمد مرزبان:د. عماد - فيولا: أم د. عماد - ليلى جمال:أم سلوى - محمد أبو الحسن:أ. فرغلي | - شروق: أم ماهي - رشا زهران:شوشو سكرتيرة عمرو - تامر سمير:المخرج شاهر عوض - ليلى صابونجي:نازلي - فتحية قنديل:ليلى صديقة إيناس - عماد رشاد:عمرو أخو ليلى - عبد المنعم المرصفي:ظابط شرطة - سيد عثمان: د. عرفة - نرمين زعزع:د.مايسة - محمد عبد الحليم:سعيد سفرجي الكلية | - علاء زينهم:صاحب محل سيارات - ثريا عز الدين: جمالات - مهدي عباس:تباع ميكروباص - محمود التوني: سيد الفكهاني - مجدي بدر:لؤي عبد العليم شهبندر - فتوح أحمد:بسيوني من إيطاليا - أشرف صالح:ظابط بالمطار - أمين عنتر: صاحب البنزينة - أحمد أبو عبية:ريس زكي - مصطفى عكاشة | - محي الدين عبد الحميد - إيناس عز الدين - عيد أبو الحمد - محمود جليفون - سيد مصطفى - محمد الطوبجي - سيد عبد الفتاح - عطا الغمراوي - فوقية منصور |

حسن عثمان - توفيق الكردي - سامية كاشير - يوسف جلال - لبنى لاشين - أمير توفيق - طارق ندا - محمد حسن: طفل - وفاء كامل - إبراهيم عطية - سعيد زملكه - منى إبراهيم - شاهنده - محمد عمار - أحمد الطوخي - علي عطا - جيهان سرور - ميرفت السيد - هالة هاشم - علاء أبو زيد - باسم العربي - أحمد عبد الحفيظ - علي إبراهيم - محمد عبد المنعم - أشرف محمد - عبد المنعم منصور - ميرفت أبو الفتوح - عبد الحكيم درويش - سامية السنباطي - ليلى يعقوب - يحيى زكريا - عصام نعمان - محمد الجندي - طارق أنور - ياسمين حمدي - شريف شبانة